# Otto von Emmich
Otto Albert Theodor von Emmich (ur. 4 sierpnia 1848 w Minden, zm. 22 grudnia 1915 w Hanowerze) – generał piechoty Armii Cesarstwa Niemieckiego. Pierwszy niemiecki oficer odznaczony orderem Pour le Mérite w trakcie I wojny światowej).

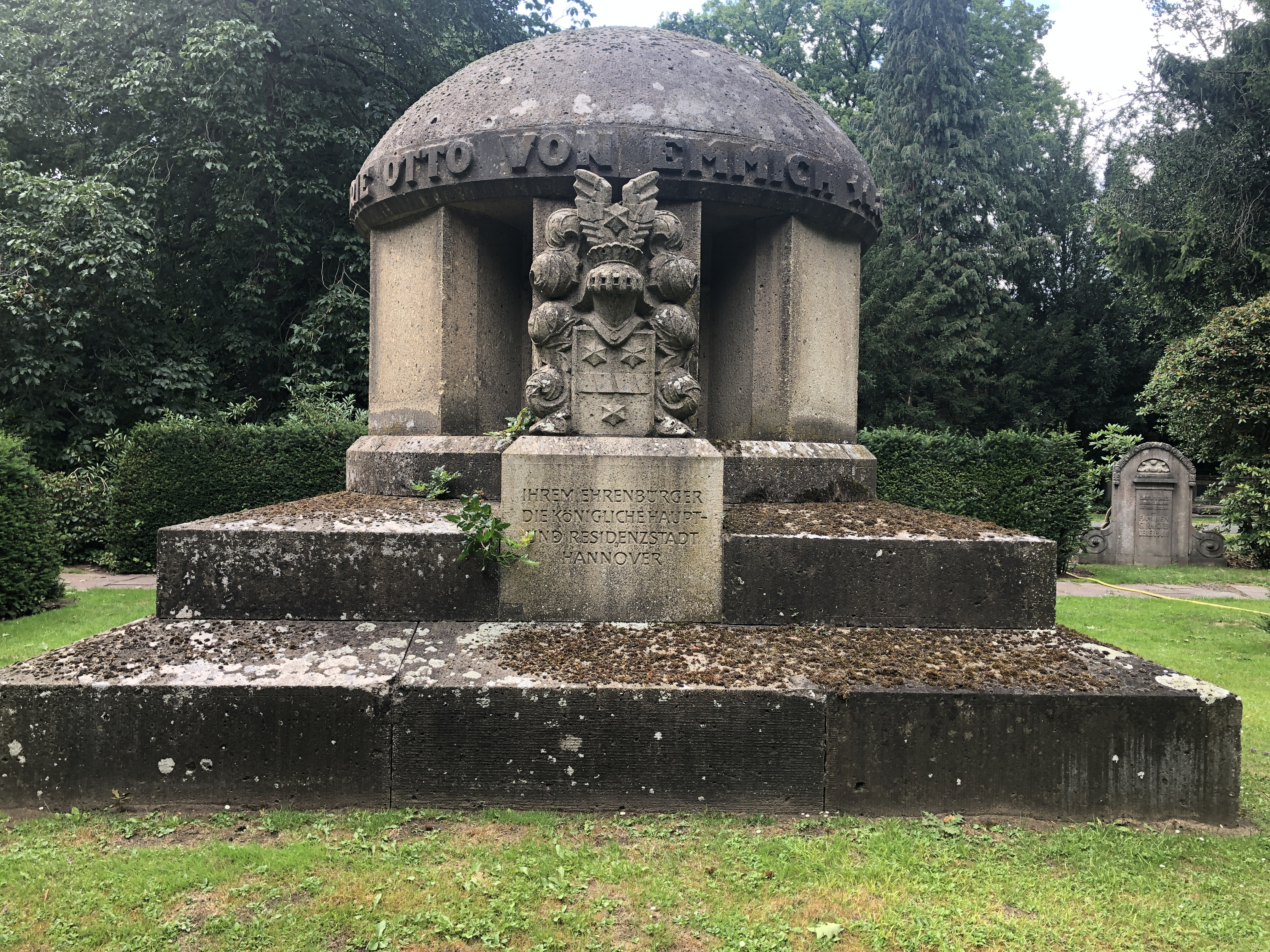
Grób generała Otto von Emmicha na cmentarzu w Hanowerze.

## Życiorys
W 1866 roku rozpoczął służbę w armii pruskiej. Brał udział w wojnie francusko-pruskiej. W 1882 roku przeniesiony do 131 pułku piechoty w Paderborn, a 4 lata później, w stopniu majora, do 86 Pułku Fizylierów we Flensburgu. W 1891 roku objął dowództwo nad batalionem wchodzącym w skład 116 Pułku Piechoty w Gießen. Następnie służył w 11 Batalionie Jegrów w Marburgu i 114 Pułku Piechoty. W tym czasie awansował na podpułkownika w 1895 roku i na pułkownika w 1897 roku. Od 1901 roku, w stopniu ganerała majora dowodził 31. Brygadą Piechoty stacjonującą w Trewirze. 14 lutego 1905 roku awansowany na generała porucznika objął dowództwo nad 10. Dywizją Piechoty z siedzibą w Poznaniu. Cztery lata później, juz w stopniu generała piechoty przeniesiony na stanowisko dowódcy X Korpusu Armii. Po wybuchu I wojny światowej uczestniczył w ataku na Belgię. W sierpniu 1914 roku, współpracując z generałem Erichem Ludendorfem, przyczynił się do zdobycia twierdzę Liège. Za ten sukces, jako pierwszy oficer w trakcie I wojny światowej, został przez cesarza Wilhelma II odznaczony orderem Pour le Mérite. Następnie uczestniczył w bitwach pod Saint-Quentin i nad Marną. W 1915 roku przeniesiony na Front wschodni, trafiając pod komendę Augusta von Mackensena. W maju 1915 roku wziął udział w bitwie pod Gorlicami, za którą otrzymał liście dębu do orderu Pour le Mérite. Pod koniec 1915 roku stan chorego generała pogorszył się, w związku z czym musiał przekazać dowodzenie X Korpusem generałowi Waltherowi von Lüttwitzowi i udał się na rekonwalescencję do Hanoweru, gdzie zmarł 22 grudnia 1915 roku.

## Odznaczenia
Odznaczenia gen. von Emmicha to między innymi:
- Order Pour le Mérite z liśćmi dębu (Prusy)
- Krzyż Wielki Orderu Orła Czerwonego z liśćmi dębu (Prusy)
- Order Orła Czerwonego II klasy z koroną i liśćmi dębu (Prusy)
- Order Królewski Korony I klasy (Prusy)
- Krzyż Żelazny II klasy (Prusy)
- Odznaka za Służbę Wojskową (Prusy)
- Komandor I klasy Orderu Lwa Zeryngeńskiego (Badenia)
- Krzyż Wielki Orderu Henryka Lwa (Brunszwik)
- Krzyż Zasługi Orderu Domowego Lippe III klasy (Lippe)
- Krzyż Wielki Orderu Domowego i Zasługi Księcia Piotra Fryderyka Ludwika (Oldenburg)
- Medal Wojskowy Zasługi (Schaumbug-Lippe)